# IC 2116
IC 2116 — галактика типу * (зірка) у сузір'ї Золота Риба.
Цей об'єкт міститься в оригінальній редакції індексного каталогу.